# Sesi Fernández
Sergio Fernández (Santander, España, 25 de noviembre de 1983), más conocido como Sesi Fernández, es un entrenador de fútbol español. ACtualmente dirige a la Arandina CF del Grupo VIII de 3ª RFEF

## Trayectoria
Sesi es natural de Santander y comenzó su trayectoria en los banquillos en las categorías inferiores del Racing de Santander en el que estuvo desde 2012 a 2017. En la temporada 2015-16, se hizo cargo del equipo de División de Honor juvenil con el que logró el título de campeón de su grupo en esa misma temporada. 
En enero de 2017, firma por el Guangzhou Evergrande para ser entrenador de las categorías inferiores, en el que trabajó hasta septiembre de 2020.
El 18 de marzo de 2021, se convierte en segundo entrenador de Juan Pedro Benali en el RS Berkane de la Botola Pro, la máxima categoría del fútbol en Marruecos, en el que trabaja hasta el final de la temporada.
El 16 de febrero de 2022, firma por la Real Sociedad Gimnástica de Torrelavega de la Tercera Federación.
El 22 de abril de 2022, logra el ascenso a la Segunda Federación con la Real Sociedad Gimnástica de Torrelavega, tras quedar campeón del grupo cántabro de la Tercera División de España.
El 12 de mayo de 2022, renueva su contrato con la Real Sociedad Gimnástica de Torrelavega para dirigir al conjunto cántabro en su debut en la Segunda Federación.
El 20 de diciembre de 2023, es destituido como entrenador de la Real Sociedad Gimnástica de Torrelavega.
Su siguiente y actual equipo es la Arandina CF del Grupo VIII de 3ª RFEF, con la que ha finalizado en cuarta posición y clasificado a los Play Off de ascenso a Segunda Federación

## Trayectoria como entrenador
| Club                                    | País      | Año       |
| --------------------------------------- | --------- | --------- |
| Racing de Santander Juvenil "A"         | España    | 2015-2017 |
| Guangzhou Evergrande (Fútbol Base)      | China     | 2017-2020 |
| RS Berkane (2º entrenador)              | Marruecos | 2022      |
| Real Sociedad Gimnástica de Torrelavega | España    | 2022-2023 |
| Arandina CF                             | España    | 2024-2025 |